# Pachydactylus maculatus
Pachydactylus maculatus este o specie de șopârle din genul Pachydactylus, familia Gekkonidae, descrisă de Gray 1845. A fost clasificată de IUCN ca specie cu risc scăzut. Conform Catalogue of Life specia Pachydactylus maculatus nu are subspecii cunoscute.